# Дубровник (ракетный катер)
RTOP-42 «Dubrovnik» (с хорв. — «Дубровник») — хорватский (ранее финский) ракетный катер типа «Хельсинки», несущий службу в составе ВМС Хорватии с 2009 года. Был построен в 1986 году в Финляндии на верфи «Вяртсяля», нёс службу под кодовым именем FNS-63 «Котка». Ранее под именем «Дубровник» нёс службу другой ракетный катер проекта 205.

## О корабле

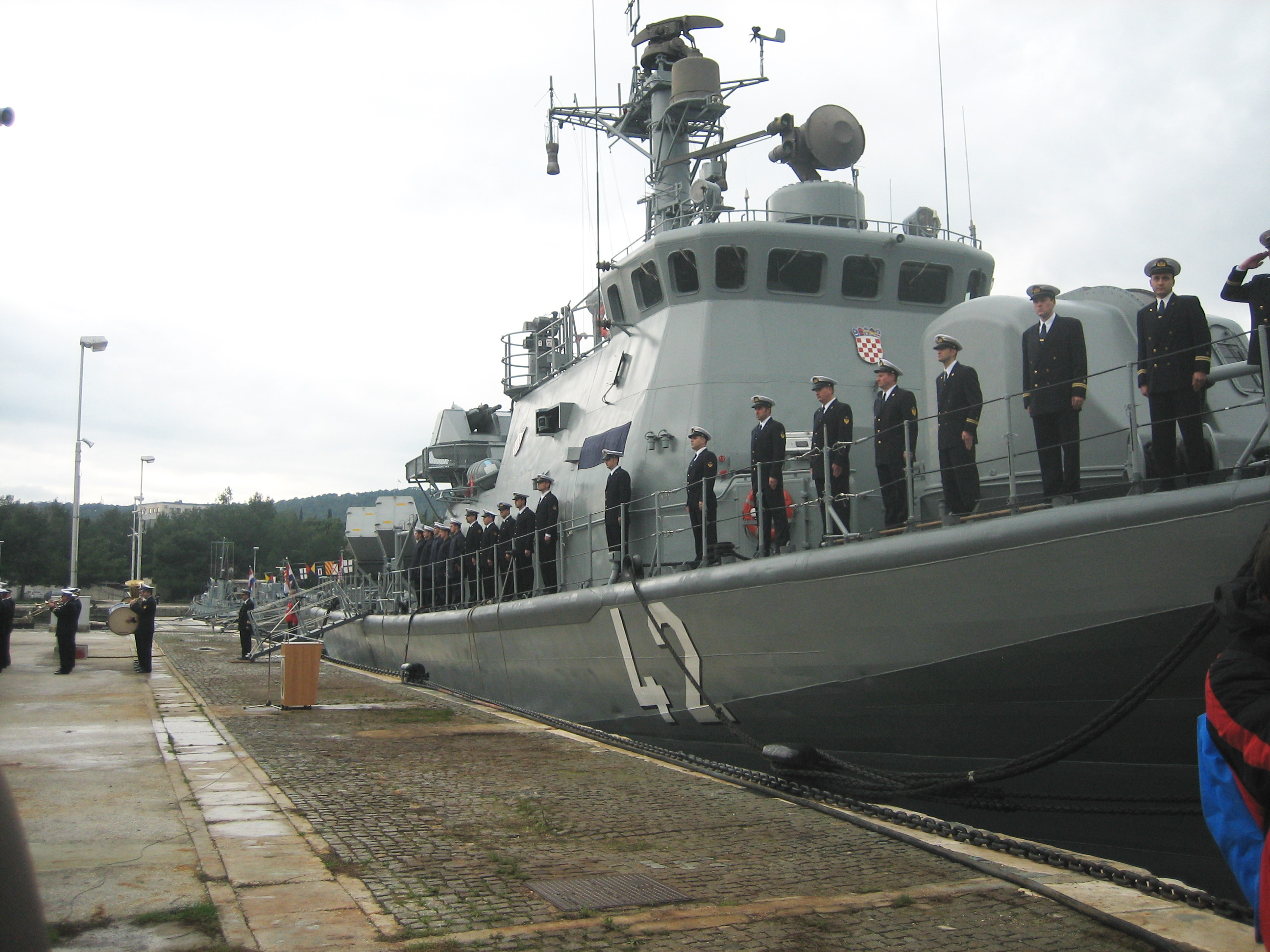
Церемония принятия «Дубровника» в состав ВМС Хорватии 26 января 2009

Водоизмещение 300 т, размеры: длина 45 м, ширина 8,8 м и осадка 3 м. Три дизельных двигателя MTU 16V 538 TB92, мощность 9000 кВт. Максимальная скорость в 32 узла, экипаж 30 человек. Оснащён 57-мм пушкой «Бофорс», двумя 23-мм зенитными орудиями «Сако», восемью ракетами RBS-15 и двумя бомбомётами.
Из состава ВМС Финляндии «Котка» был выведен в 2007 году и вскоре продан Хорватии за 9 миллионов евро вместе с катером «Оулу». Первым командиром катера был назначен лейтенант Драго Шимич. В состав ВМС корабль вошёл 26 января 2009, первое боевое задание выполнил уже через месяц.